# Bắc Chu Minh Đế
Bắc Chu Minh Đế (北周明帝) (534–560), tên húy là Vũ Văn Dục (宇文毓), biệt danh Thống Vạn Đột (統萬突), là một vị hoàng đế của triều đại Bắc Chu trong lịch sử Trung Quốc. Ông đăng cơ sau khi hoàng đệ là Hiếu Mẫn Đế bị đại tư mã Vũ Văn Hộ phế truất. Vũ Văn Hộ đã trao cho Minh Đế đảm đương một phần quyền lực và ông được đánh giá là một người có tài. Vì thế, Vũ Văn Hộ đã trở nên lo sợ vào năm 560, ông ta đã hạ độc sát hại Minh Đế. Khi sắp qua đời, Minh Đế đã chỉ định hoàng đệ là Vũ Văn Ung kế vị.

## Bối cảnh
Vũ Văn Dục sinh năm 534, là con trai cả của Vũ Văn Thái- khi đó là tướng của Bắc Ngụy. Mẹ của ông là một người thiếp của Vũ Văn Thái mang họ Diêu. Biệt danh Thống Vạn Đột của ông bắt nguồn từ việc ông được sinh ra tại thành Thống Vạn (統萬, nay thuộc Du Lâm, Thiểm Tây) trong khi mẹ đang tháp tùng Vũ Văn Thái kiểm tra trong thành. Cũng vào năm 534, Bắc Ngụy bị phân liệt thành Tây Ngụy và Đông Ngụy, Vũ Văn Thái trở thành thượng trụ của Tây Ngụy. Năm 548, Tây Ngụy Văn Đế đã phong Vũ Văn Dục làm Ninh Đô quận công để vinh danh Vũ Văn Thái. Năm 550, Vũ Văn Dục được phong chức thứ sử, và trong những năm tiếp theo, ông được luân chuyển giữa một vài châu. Trong thời gian làm thứ sử, ông kết hôn với con gái của trọng tướng Độc Cô Tín làm chính thất.
Vào mùa xuân năm 556, Vũ Văn Thái cân nhắc về vấn đề kế tự, ông ta có một người con trai với chính thất Phùng Dực công chúa (muội muội của Hiếu Vũ Đế) là Vũ Văn Giác, tuy nhiên Vũ Văn Thái cho rằng nếu lập Vũ Văn Giác làm công thế tử thì sẽ gặp rắc rối với Độc Cô Tín. Lý Viễn (李遠) đã biện luận rằng con trai của chính thất luôn có quyền ưu tiên kế tự hơn so với con trai của tiểu thiếp, vì thế Vũ Văn Thái đã phong Vũ Văn Giác làm công thế tử. Cũng trong năm đó, Vũ Văn Thái qua đời, Vũ Văn Giác kế thừa các chức tước của cha dưới sự giám hộ của người anh họ tên là Vũ Văn Hộ. Vào đầu năm 557, Vũ Văn Hộ đã buộc Tây Ngụy Cung Đế phải thiện nhượng cho Vũ Văn Giác, kết thúc triều Tây Ngụy và khởi đầu triều Bắc Chu. Do chính sách phân phong phiên vương nên Vũ Văn Dục được sắc phong làm Ninh Đô quận vương.
Vào năm 557, Hiếu Mẫn Đế khi ấy 15 tuổi song đã muốn tự mình cai trị đất nước, vì thế đã âm mưu sát hại Vũ Văn Hộ. Khi Vũ Văn Hộ khám phá ra âm mưu, ông ta đã phế truất và sau đó sát hại Hiếu Mẫn Đế. Vũ Văn Hộ nghênh tiếp Vũ Văn Dục đến kinh thành Trường An để lên ngôi với tước hiệu "Thiên vương" giống như người tiền nhiệm.

## Trị vì
Vào mùa xuân năm 558, Minh Đế phong Độc Cô thị làm Vương hậu. Tuy nhiên, ba tháng sau đó, bà qua đời. Sử gia Bá Dương cho rằng vì vào năm 557, Vũ Văn Hộ đã buộc Độc Cô Tín phải tự sát do Độc Cô Tín liên quan đến một âm mưu phế truất Vũ Văn Hộ, và Vũ Văn Hộ cũng đã sát hại bà.
Vào mùa xuân năm 559, Vũ Văn Hộ chính thức trao trả quyền lực cho Minh Đế, và Minh Đế bắt đầu chính thức cai quản tất cả các công việc chính sự, song Vũ Văn Hộ vẫn nắm quyền về quân sự. Minh Đế nói chung được mô tả là đưa ra các quyết định hợp lý và khiêm tốn với các trưởng lão, tôn vinh họ một cách phù hợp và lắng nghe lời khuyên của họ.
Vào mùa thu năm 559, Minh Đế bắt đầu dùng trước hiệu "hoàng đế" và bắt đầu dùng niên hiệu, điều mà Vũ Văn Thái trước đó đã bãi bỏ trong thời Tây Ngụy Phế Đế.
Vào mùa xuân năm 560, khi Tiêu Trang (蕭莊) tấn công vào lãnh thổ của Trần, Bắc Chu đã phái tướng Sử Ninh (史寧) đi tấn công kinh đô Giang Hạ (江夏, nay thuộc Vũ Hán, Hồ Bắc) của Tiêu Trang. Tuy nhiên, Tiêu Trang và tướng Vương Lâm đã bị tướng Trần Hầu Thiến (侯瑱) đánh bại và buộc phải chạy trốn đến Bắc Tề, và quân Trần sau đó đã tiếp cận Giang Hạ. Bắc Chu đã phải từ bỏ chiến dịch tại Giang Hạ, song đã có thể đoạt được Hồ Nam- một phần lãnh thổ trước đó của Tiêu Trang, Bắc Chu trao lại lãnh thổ này cho Tây Lương song cử quân đến để giúp phòng thủ. Vào mùa xuân năm 560, Trần đã đề nghị đàm phán hòa bình với Bắc Chu, Bắc Chu chấp thuận.
Vào mùa hè năm 560, Vũ Văn Hộ lo sợ trước tài trí của Minh Đế nên đã chỉ thị cho ngự trù sư Lý An (李安) bỏ độc vào bánh ngọt dâng lên hoàng đế. Minh Đế ăn bánh và lâm bệnh. Biết rằng mình sắp qua đời, Minh Đế đã chỉ thị rằng do các hoàng tử còn nhỏ tuổi, ngai vàng sẽ được truyền lại cho hoàng đệ là Lỗ quốc công Vũ Văn Ung. Minh Đế qua đời ngay sau đó, Vũ Văn Ung kế vị, tức Vũ Đế.